# Grafenburg (Lauffen am Neckar)

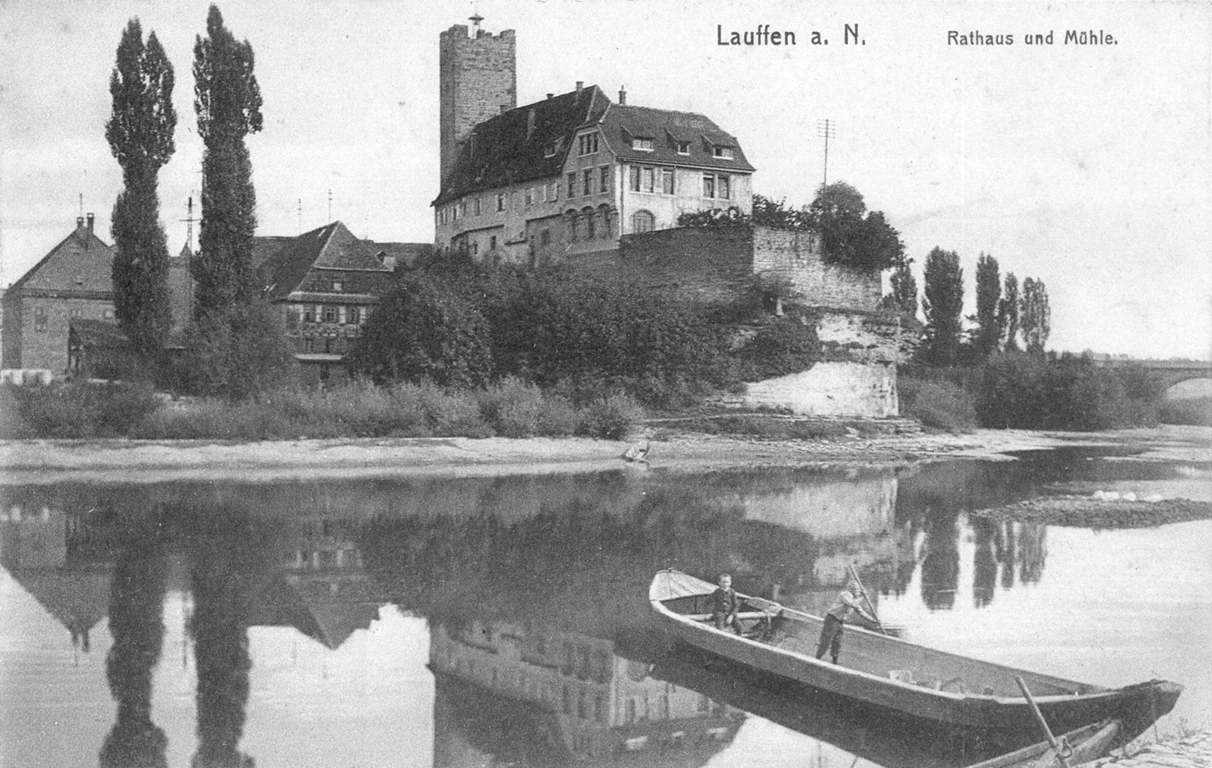
Historische Ansicht vor dem Bau des Neckarkanals

Die Grafenburg in Lauffen am Neckar ist eine Wohnburg aus dem frühen 11. Jahrhundert. Sie liegt auf einer Neckarinsel und wurde von den Grafen von Lauffen erbaut. Die Grafenburg dient heute als Lauffener Rathaus und ist die einzige Inselburg des Neckars.

## Lage
Die Grafenburg wurde auf einer Neckarinsel erbaut. Ihr gegenüber liegt am westlichen Flussufer die Regiswindiskirche. Über eine Brücke ist die Burg mit dem Ostufer des Neckars verbunden, weiter südlich spannt sich die Lauffener Neckarbrücke über den Fluss.

## Geschichte
Die Burg wurde wahrscheinlich im frühen 11. Jahrhundert erbaut. Bauherren waren die Grafen von Lauffen, die die Burg womöglich als Reaktion auf eine 1003 geplante Klostergründung innerhalb der Alten Burg am linken Neckarufer errichten ließen. Die erste sichere urkundliche Erwähnung findet sich im Jahr 1127. Die ursprüngliche Anlage aus der Salierzeit bestand aus einem Wohnturm mit Nebengebäuden, der im 13. Jahrhundert durch einen Bergfried ergänzt wurde.
Zwischen 1216 und 1219 starben die Grafen von Lauffen aus, woraufhin die Staufer die Grafenburg im Juli 1219 an die Markgrafen von Baden verpfändeten. 1346 erwarb Hofwarth der Jüngere von Kirchheim die Lauffener Burg, 1361 ging sie in den Besitz der Grafen von Württemberg über. Im Dreißigjährigen Krieg (1618–1648) wurde die Burg zerstört, anschließend jedoch wieder aufgebaut. Gegen Ende des Krieges verlegte der Vogt der Stadt seinen Sitz vom Oberen Schloss auf die Grafenburg. 1818 bezog schließlich die Lauffener Stadtverwaltung die Burg, seitdem dient sie als Rathaus der Stadt. Seit 2006 befindet sich im Turm ein Museum, das sich der Geschichte der Burg widmet.

## Architektur

### Aufbau

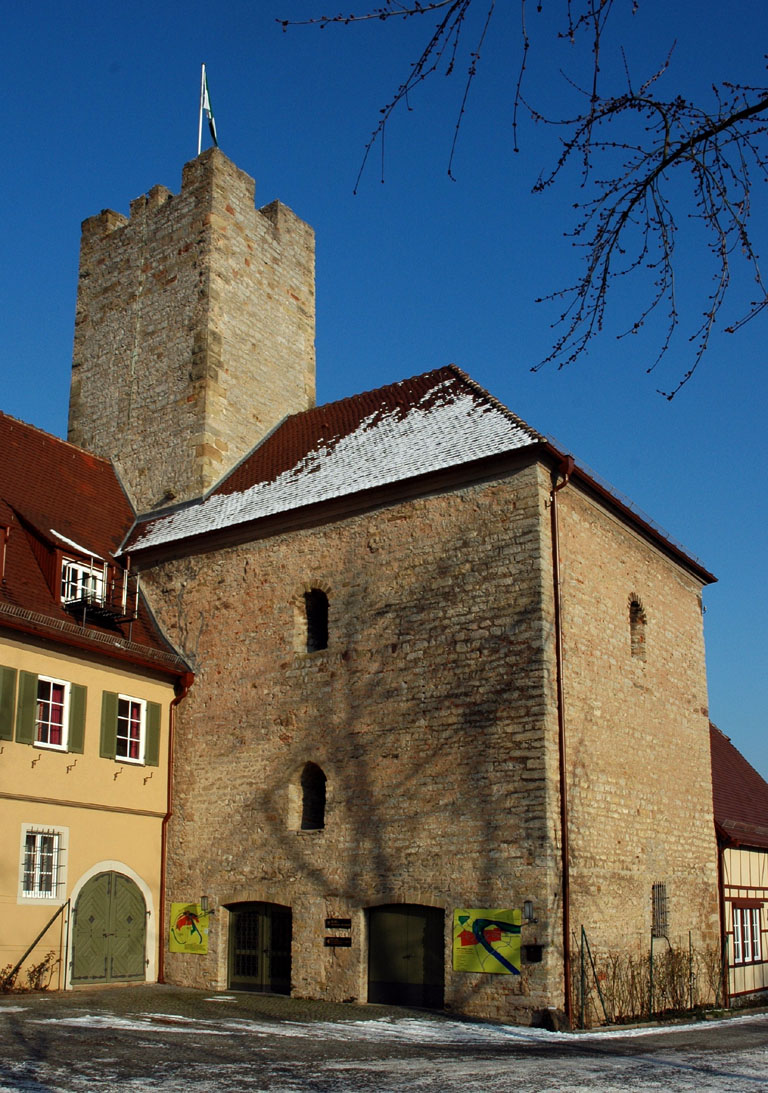
Ehemaliger Wohnturm mit Bergfried

Der Gesamtkomplex der Burg ist etwa 100 × 30 m groß. Den Kern der Anlage bildet ein rechteckiger, in der Grundfläche 13 × 10,30 m großer ehemaliger Wohnturm, aus dessen nördlichem Giebel der romanische Bergfried ragt. Das ursprüngliche Mauerwerk des Wohnturms reicht 12,50 m hoch, wobei das Bodenniveau des Gebäudes beim Bau 30 cm tiefer lag, und ist an der dicksten Stelle 2,40 m dick. Das Erdgeschoss des Wohnturms war zu Beginn wohl nur über das darüber liegende Stockwerk zu erreichen und verfügte aller Wahrscheinlichkeit nach nur über schmale Lichtschlitze und eine Deckenhöhe von 5,50 m. Das Obergeschoss konnte durch einen 7 m hohen Aufgang auf der Ostseite betreten werden. Es hatte drei rundbogige Fenster, die über Kopfhöhe angebracht waren. Über dem Obergeschoss befand sich wahrscheinlich noch ein hölzerner Aufbau, der ein drittes Stockwerk bildete; es wurde durch den Aufbau des Bergfrieds ersetzt. Damit verdoppelte sich die Höhe des Turms mit 24 m nahezu.

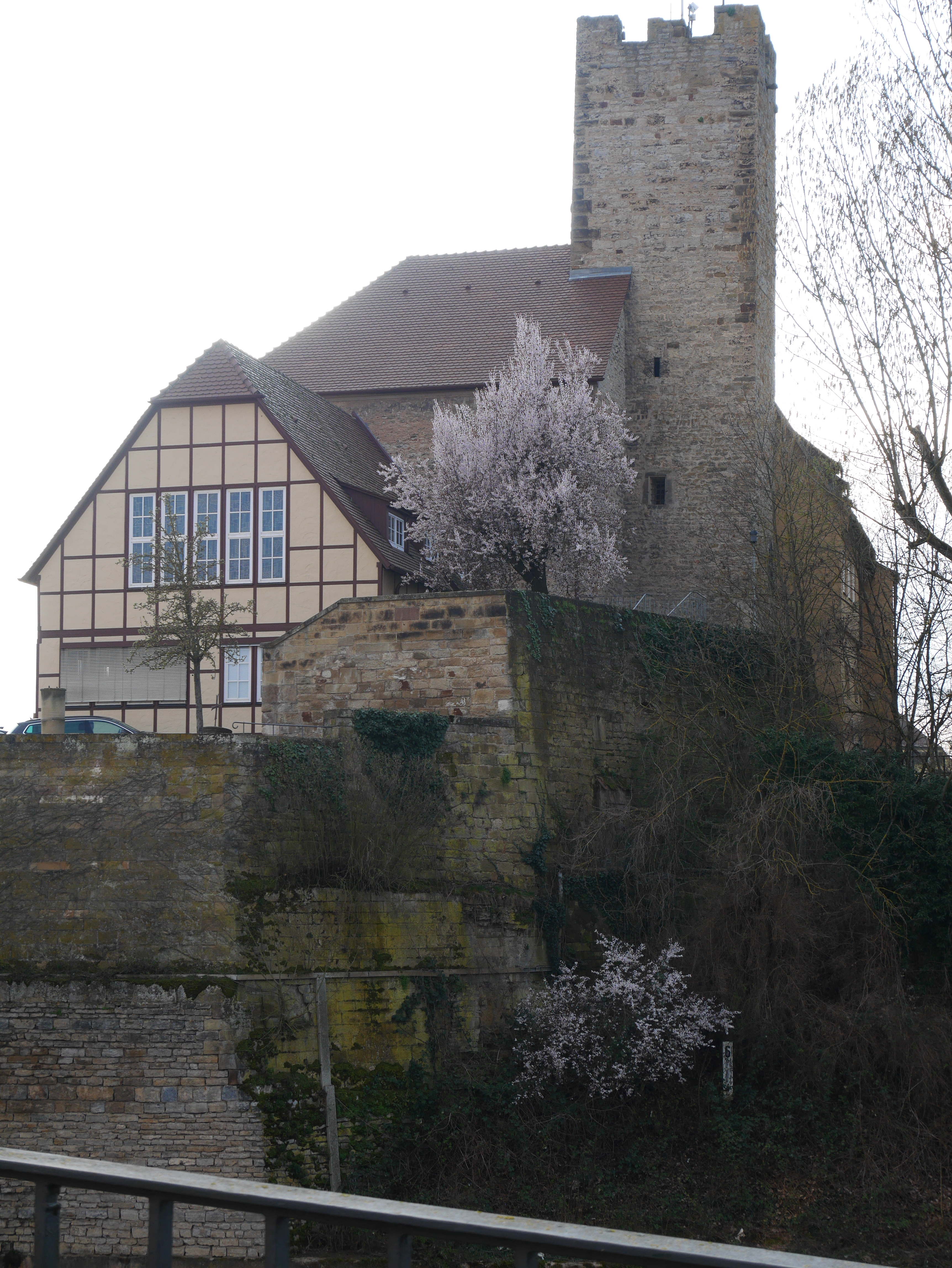
Turm Basis romanisch

An den Turm schließt sich ein mit 4,5 × 5,0 m Grundfläche nahezu quadratischer Anbau an. Er hat die gleiche Höhe wie der ursprüngliche Wohnturm und stammt auch aus derselben Bauphase. Im Erdgeschoss des Anbaus befand sich ein 2,3 × 1,5 m großer Raum, der nach Osten und Westen Durchgänge besaß. Zwischen dem Erd- und dem ersten Obergeschoss befand sich zunächst ein Gewölbe, das über das erste Obergeschoss des Wohnturms durch eine rundbogige Tür zu erreichen war. Vom ersten Anbau-Obergeschoss gelangte man über eine Treppe in das zweite Obergeschoss des Gebäudes. In der nördlichen Außenwand des Anbaus befindet sich ein Schacht von 40 cm Breite und 1,7 m Länge; möglicherweise ein Abort. Er verlor wahrscheinlich mit dem Bau des Bergfrieds seine Funktion und wurde nicht mehr genutzt. Die gesamte Anlage der Burg nahm zur Zeit ihrer größten Ausdehnung wohl das gesamte Felsplateau der Neckarinsel ein.
Nach dem Dreißigjährigen Krieg wurde die Burg wieder aufgebaut, wobei zwar der Turm samt Anbau erhalten blieb, der Rest des Komplexes jedoch durch zeitgenössische Bauten ersetzt wurde. Diese schließen sich heute im Osten und Westen an den alten Kern der Burg an.

### Stellung innerhalb der Burgenarchitektur
Die Grafenburg Lauffen gilt als typischer Vertreter der frühen Steinburgen in der Rhein-Neckar-Region. Vor allem der Wohnturm mit Anbau ist charakteristisch für diese Bauten der Salierzeit. Durch die Größe und die Unterteilung des Anbaus stellt die Grafenburg jedoch einen Sonderfall dar, der sich so nirgendwo sonst im südwestdeutschen Raum findet. Zudem ist sie die einzige Inselburg im gesamten Neckar.